# Belize na Letnich Igrzyskach Olimpijskich 2024
Belize na Letnich Igrzyskach Olimpijskich 2024 – reprezentacja Belize na Letnich Igrzyskach Olimpijskich 2024, które zostaną rozegrane w dniach 26 lipca – 11 sierpnia 2024 roku w Paryżu. W jej skład wchodził jeden zawodnik. Był to czternasty występ tego kraju na letnich igrzyskach olimpijskich.

## Reprezentanci

### Lekkoatletyka
| Zawodnik   | Konkurencja       | Runda 1  | Runda 1 | Runda 2  | Runda 2 | Półfinał | Półfinał | Finał    | Finał   | Pozycja | Źródło |
| Zawodnik   | Konkurencja       | Rezultat | Pozycja | Rezultat | Pozycja | Rezultat | Pozycja  | Rezultat | Pozycja | Pozycja | Źródło |
| ---------- | ----------------- | -------- | ------- | -------- | ------- | -------- | -------- | -------- | ------- | ------- | ------ |
| Shaun Gill | bieg na 100 m (m) | 11,17    | 6.      | NQ       | NQ      | NQ       | NQ       | NQ       | NQ      | 88.     | [ 1 ]  |